# Oh, Sister
"Oh, Sister" es una canción compuesta por el cantante estadounidense Bob Dylan. Fue publicada en su decimoséptimo álbum de estudio, Desire, editado el 5 de enero de 1976.